# Musica ficta
Musica ficta, musica falsa – terminy używane przez teoretyków muzyki z końca średniowiecza i renesansu dla określenia muzyki (opartej wówczas na heksachordzie), w której występowała chromatyka. Dźwięki chromatyczne nazywano toni ficti lub toni falsi (dźwięki sztuczne, fałszywe). Współcześnie termin musica ficta bywa stosowany na określenie alteracji, które są wtrącone do wykonania, a nie ma ich w partyturze.